# Sierra de Montsant
La sierra del Montsant (literalmente Monte Santo) es una sierra situada en la comarca de El Priorato, en los términos municipales de La Morera de Montsant, Cabacés, Ulldemolins, Cornudella, Vilella Alta, Vilella Baja, La Bisbal de Falset, La Figuera y Margalef de Montsant. Forma parte de la Cordillera Prelitoral y ocupa una extensión de unos 135 km². Sus cimas principales son la Roca Corbatera (1162,8 m), el Piló de las Señales (1107 m) y la Cogulla (1062 m).
Está constituido predominantemente por conglomerados que forman riscos en la cresta principal (Sierra Mayor), situada en la parte meridional y alineada de SW a NE, acompañados de margas que dan pie a numerosas cuevas. En la vertiente norte, de relieve más suave, hay numerosos barrancos que desembocan al Río Montsant.
El Montsant acoge diversas ermitas de larga tradición, como la de la Madre de Dios del Montsant, Santa Magdalena, San Bartolomeo (de estilo románico) y San Juan del Codolar, entre muchas otras, y a su pie se encuentra la histórica Cartuja de Escaladei, fundada en el siglo XII.

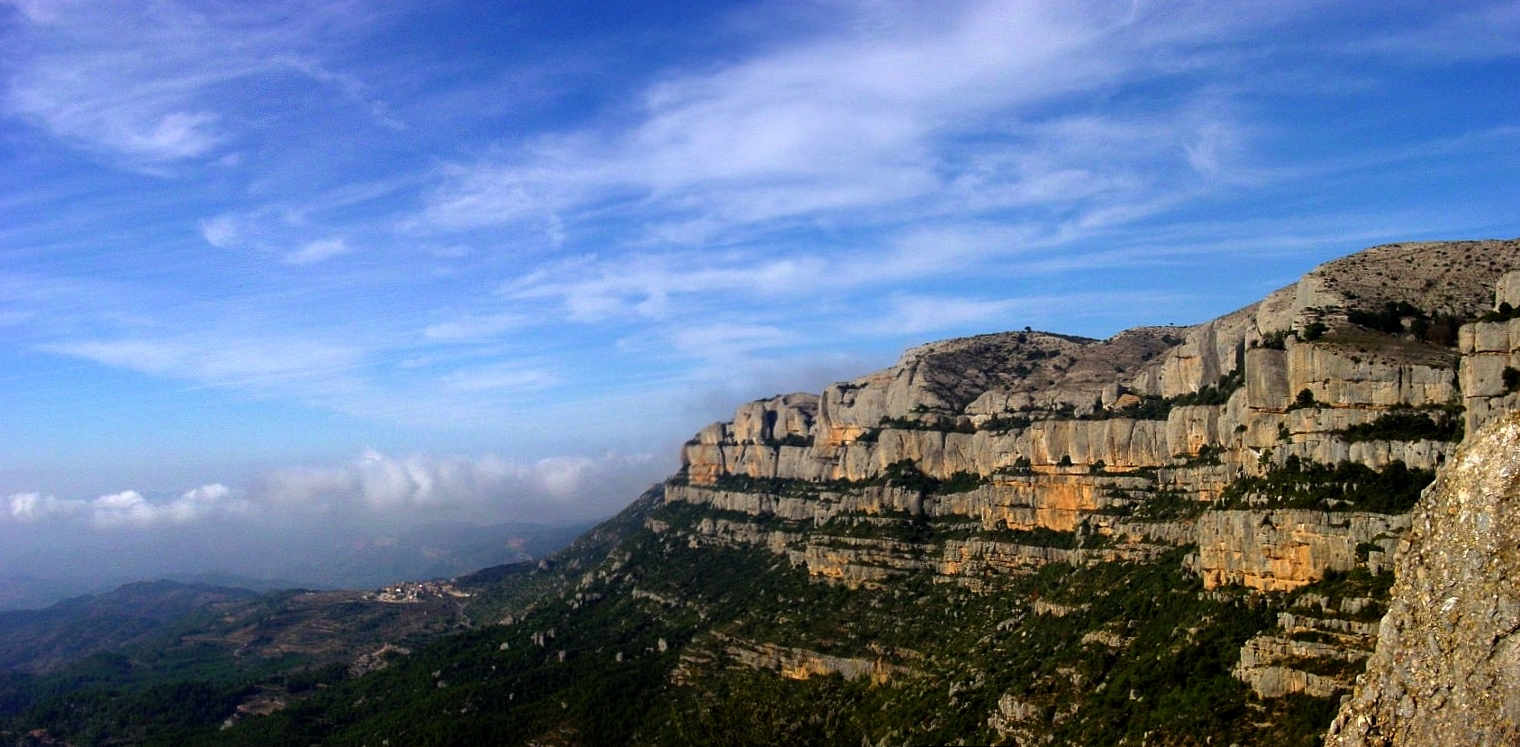
Sierra del Montsant, vista panorámica

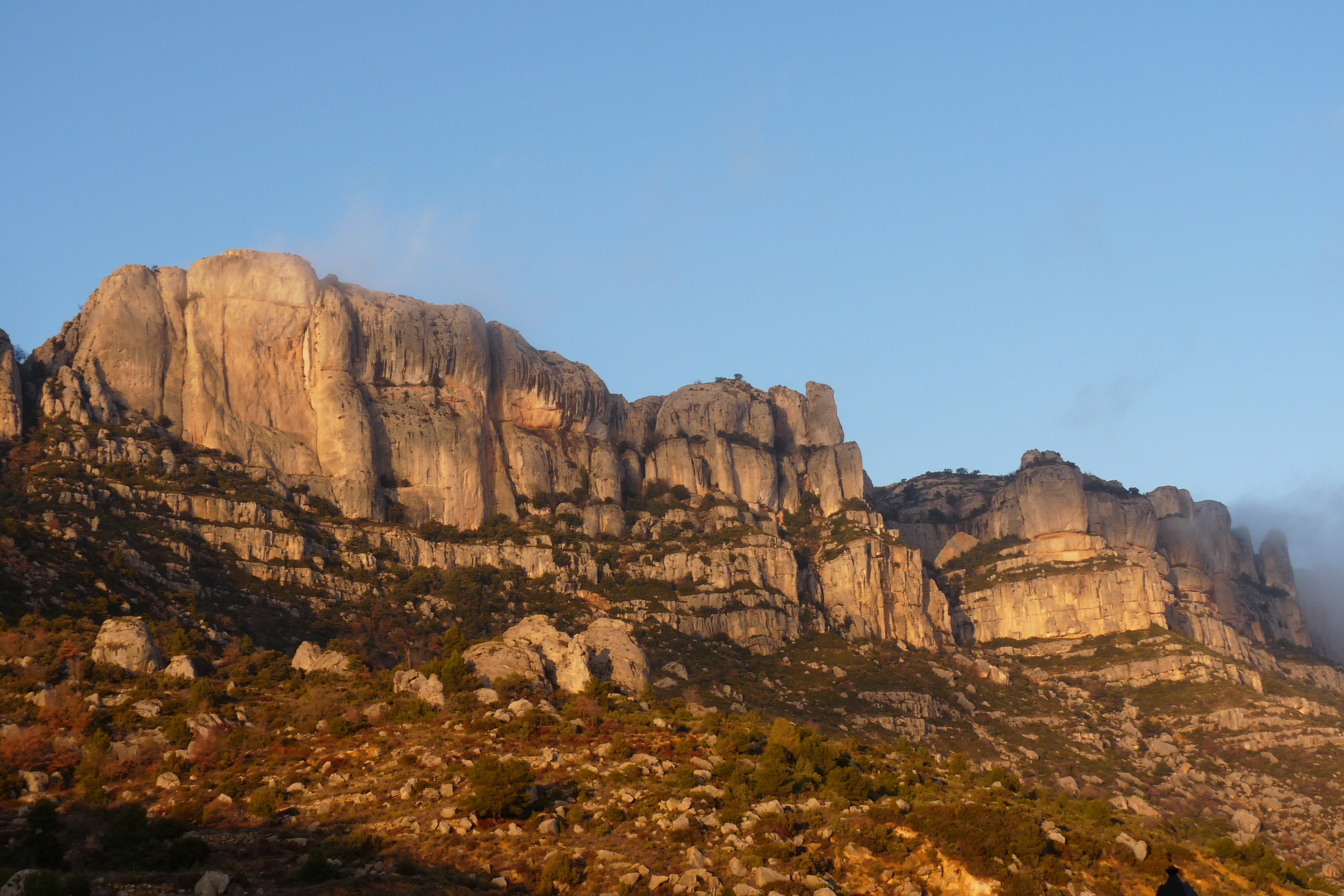
Cara sur del Montsant cerca de la Morera.

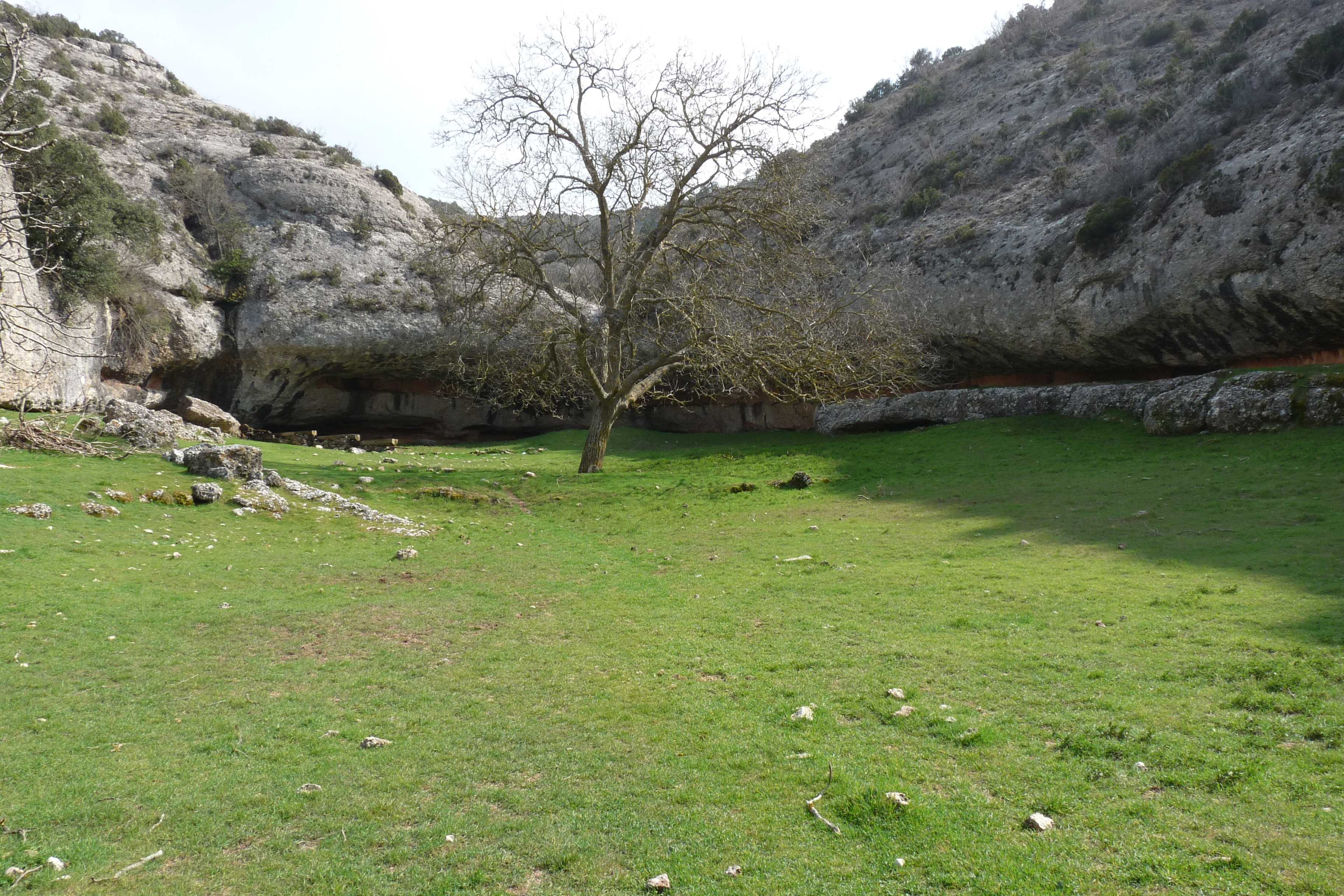
El clot del Cirer.

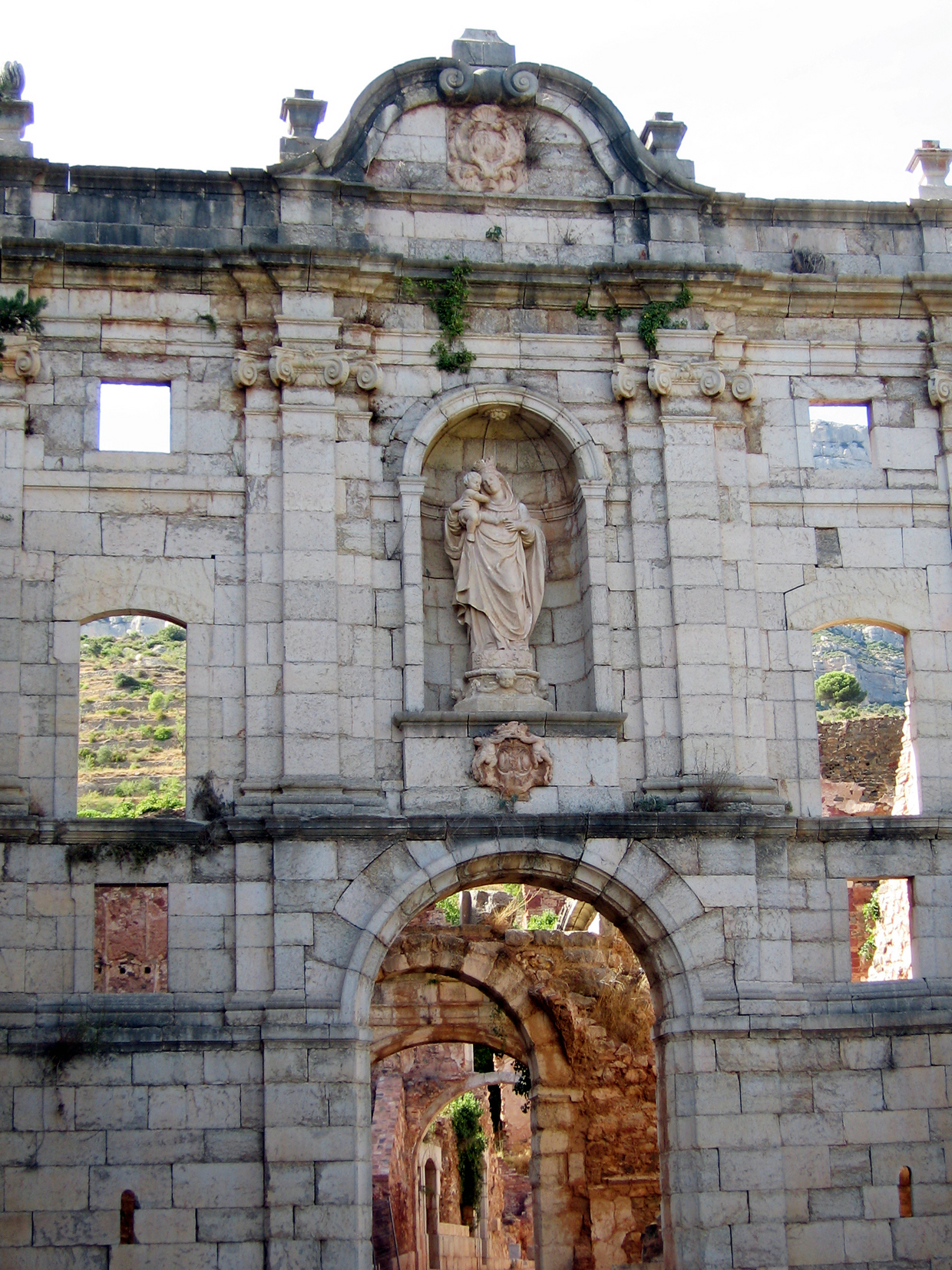
Antiguo monasterio Cartuja de Escaladei en la sierra del Montsant.

## Vegetación
El paisaje vegetal de Montsant se compone de una vegetación mediterránea, con una cierta influencia submediterránea y eurosiberiana.
Las formaciones arbustivas dominantes se reparten entre los carrascales y  encinares. También, en las partes superiores de la sierra, en lugares húmedos, aparecen robledales de roble de hoja pequeña.
En las partes secas también predominan los matorrales y maleza, acompañadas de pino blanco. En las zonas elevada también se encuentran pequeños pinares de pino rojo. También están presentes avellanos, acebos y tejos.
En las rocas de los riscos hay diversa vegetación rupícola y en las orillas del río Montsant se desarrolla un magnífico bosque de ribera con álamos,  fresnos y sauces.

## Fauna
Se encuentran mamíferos como la jineta, el gato montés y el turón. Los acantilados son el territorio de cría de rapaces como el halcón peregrino, el águila perdicera, el águila real y el búho real. Reptiles, anfibios y peces son también frecuentes. Entre los invertebrados, hay que destacar el cangrejo de río autóctono y la fauna cavernícola endémica.

## Protección
Desde 2002 una parte significativa forma parte del parque natural de la Sierra de Montsant.